# Epepeotes lateralis
Epepeotes lateralis là một loài bọ cánh cứng trong họ Cerambycidae.